# Ceder
Ceder (Cedrus) is een geslacht van coniferen uit de dennenfamilie (Pinaceae). Ceder is verwant aan dennen (Pinus) en sparren, en heeft net als deze kegelvormige vruchten. Ceders komen van nature voor in de westelijke Himalaya (1500-3200 m) en het Middellandse Zeegebied (1000-2200 m). Ceders zijn bekend vanwege het lichte, duurzame hout. Het heeft een zeer aangename geur, die lang aanwezig blijft.
Een ceder kan tot 40-50 m hoog (soms 60 m) worden. De planten hebben een bast die bestaat uit dikke ribbels of vierkante richels en wijduitstaande, rechte takken. De scheuten zijn tweevormig. Lange scheuten vormen de takken en korte scheuten dragen de bladeren. De planten zijn groenblijvend. De bladeren zijn naaldachtig en 0,8-6 cm lang. Ze staan afzonderlijk geplaatst in een open spiraal aan lange twijgen of in dicht opeen gepakte spiralen aan korte twijgen. De kleur varieert van helder grasgroen over donkergroen tot zeegroen, afhankelijk van de dikte van de wittige waslaag die de bladeren beschermt tegen uitdrogen. De kegels zijn tonvormig, 6-12 cm lang, en bevatten gevleugelde zaden. De zaden zijn 1-1,5 cm lang en hebben een vleugel van 2-3 cm lang. Ze hebben twee of drie harszakjes, die een onaangenaam smakende hars bevatten, waarschijnlijk om te voorkomen dat ze worden opgegeten door eekhoorns. Het rijpen van de kegel duurt een jaar. De bestuiving vindt plaats in september en oktober. De zaden zijn een jaar later rijp.

## Onderverdeling
- Atlasceder Cedrus atlantica (synoniem: Cedrus libani var. atlantica). Deze is afkomstig uit het Atlasgebergte in Marokko en Algerije. De plant heeft donkergroene tot blauwgroene bladeren, die 1-2,5 cm lang zijn.
- Himalayaceder (Cedrus deodara). Deze soort is afkomstig uit de westelijke Himalaya. Het is een treurvormige ceder. De bladeren variëren van helder groen tot mat grijs-groen en zijn 2,5-6 cm lang. De kegels hebben enigszins geribbelde schubben.
- Libanonceder (Cedrus libani). Deze soort is afkomstig uit de bergen rond de Middellandse Zee en uit Turkije, Libanon tot aan Marokko. De bladeren zijn donkergroen en 0,8-2,5 cm lang. De kegels hebben gladde schubben. Er worden vier variëteiten onderscheiden. Deze variëteiten worden door veel botanici als afzonderlijke soorten beschouwd.
  - Libanonceder Cedrus libani var. libani. De variëteit is afkomstig uit de bergen van Libanon, westelijk Syrië en Zuid- en Midden- Turkije. De plant heeft donkergroene tot blauwgroene bladeren, die 1-2,5 cm lang zijn.
  - Turkse ceder Cedrus libani var. stenocoma. De variëteit is afkomstig uit de bergen van Zuidwest-Turkije. De plant heeft blauwgroene bladeren, die 0,8-2,5 cm lang zijn.
  - Cyprusceder Cedrus libani var. brevifolia (synoniem: Cedrus brevifolia). De variëteit is afkomstig uit de bergen van Cyprus. De plant heeft blauwgroene bladeren, die 0,8-2 cm lang zijn.

## Toepassingen
Ceders zijn erg populair vanwege hun uiterlijk en groeien in gematigde klimaatgebieden waar de temperatuur 's winters niet beneden de -25 °C komt; de Turkse ceder verdraagt temperaturen tot -30 °C. Ze worden ook aangeplant om hun duurzame hout, dat goed tegen rotting bestand is. Uitgebreide herbebossing met ceders wordt uitgevoerd, vooral in Turkije.
De Libanonceder is vanaf de 18e eeuw veel aangeplant als ornament in Engelse parken. Een van de oudste exemplaren in Nederland zou staan in de tuin bij Kasteel Middachten nabij Rheden en is zeker meer dan 150 jaar oud.
Daarnaast wordt cederhout, net als zijn naaste familie, het vurenhout, ook vaak gebruikt als houtsoort voor bovenbladen van akoestische gitaren. Dit wordt gedaan vanwege hun erg goede tooneigenschappen.

## Afbeeldingen

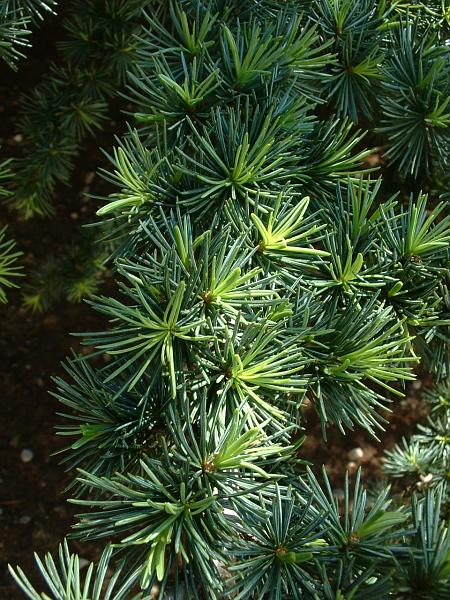
Naalden van Atlasceder
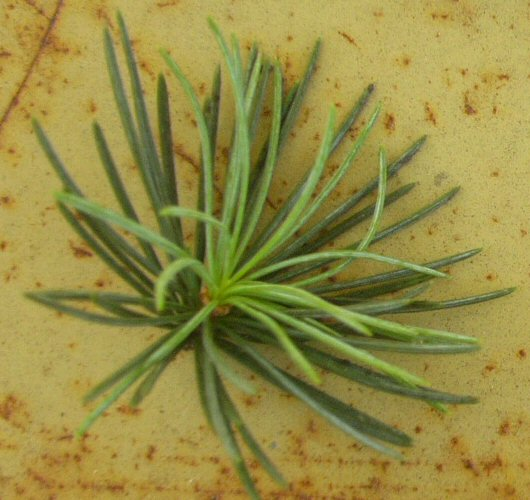
Kortlot met een groepje naalden
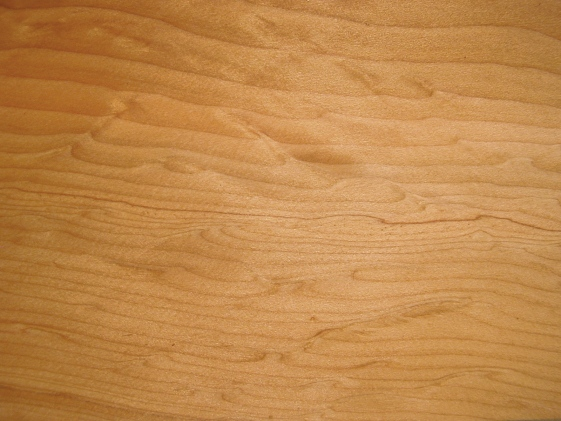
Cederhout geurt en heeft kleur en structuur
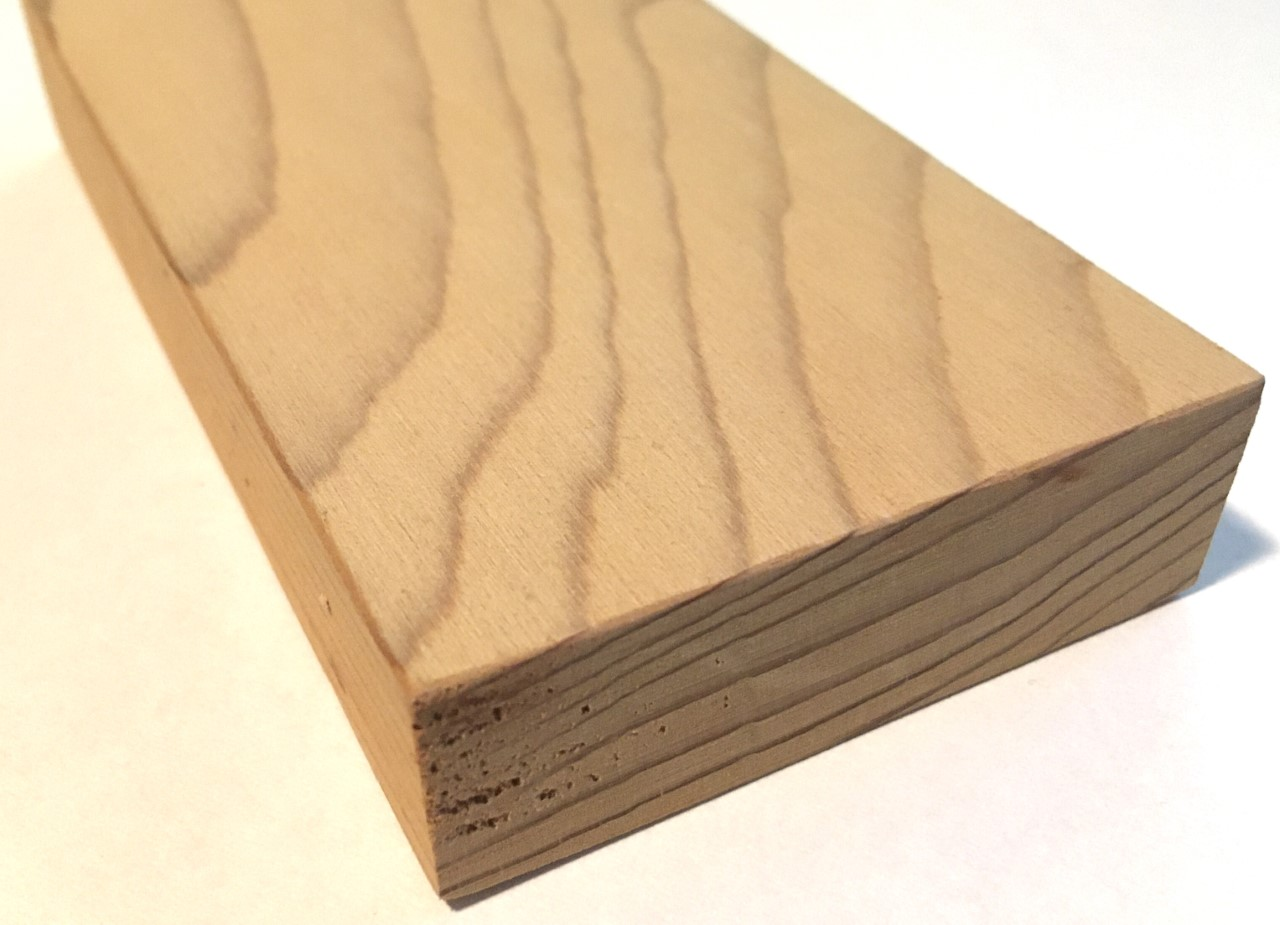
Cederhout

... · 
Abies (Zilverspar) · 
Cedrus (Ceder) · 
Larix (Lork) · 
Picea (Spar) · 
Pinus (Den) · 
Pseudotsuga  · 
Tsuga (Hemlockspar) · 
...